# Дарвин и наука эволюции
Дарвин и наука эволюции (англ. Charles Darwin: The Scholar Who Changed Human History, фр. Darwin et la science de l'évolution) — иллюстрированная биография Чарльза Дарвина 2000 года и монография о его теории эволюции. Написана французским историком науки Патриком Тором и опубликована в карманном формате издательством Éditions Gallimard в качестве 397-го тома в их коллекции «Découvertes» (известной как «Abrams Discoveries» в США и «New Horizons» в Великобритании). В 2002 году по мотивам книги был снят документальный фильм с тем же названием.

## Введение
Книга входит в серию «Науки и техника» (ранее входившую в серию «Науки») коллекции «Découvertes Gallimard». Согласно традиции «Découvertes», которая основана на обширной изобразительной документации и способе объединения визуальных документов и текстов, улучшенном печатью на мелованной бумаге, как прокомментировал L’Express, «настоящие монографии, изданные в виде художественных книг». Это почти как «графический роман», изобилующий цветными иллюстрациями.

## Критика
На Babelio книга получает средний балл 3,50/5 на основе 6 оценок. Goodreads сообщил, что на основе 21 оценки средний балл составляет 3,48 из 5, что означает «в целом положительные мнения».

## Экранизация
В 2002 году по мотивам книги был снят одноимённый документальный фильм. Фильм является совместным проектом La Sept-Arte и Trans Europe Film при участии Éditions Gallimard и CNRS Images Média. Режиссёром фильма выступила Валери Винклер, а закадровый голос озвучил французский актёр Клод Офор. Фильм транслировался на канале Arte в рамках телевизионной программы «Приключения человека» и был дублирован на немецкий язык под названием «Charles Darwin und die Evolution».